# Ферден-Барль
Ферден-Барль (нім. Föhrden-Barl) — громада в Німеччині, розташована в землі Шлезвіг-Гольштейн. Входить до складу району Зегеберг. Складова частина об'єднання громад Бад-Брамштедт-Ланд.
Площа — 9,23 км2. Населення становить 302 ос. (станом на 31 грудня 2020).